# Тютюрівщина
Тютю́рівщина — село в Україні, в Великобудищанській сільській громаді Миргородського району Полтавської області. Площа населеного пункту — 84 га, дворів — 67, населення — 82 особи (станом на 1 січня 2008 року). Колишній орган місцевого самоврядування — Вельбівська сільська рада.

## Географія
Село Тютюрівщина знаходиться за 1.5 км від правого берега річки Лютенька, вище за течією на відстані 1 км розташоване село Юр'ївка. Розташоване за 16 км від Вельбівки, 21 км від Гадяча, 101 км від Полтави та за 25 км від залізничної станції Гадяч.

## Історія
- 1815 — дата заснування.
- У 1933 році село входило до Зіньківського району Харківської області. У 1932—1933 роках під час Голодомору жертв в селі не було[4].